# Adolphe Adam
Pour les articles homonymes, voir Adolphe Adam (homonymie) et Adam (homonymie).
Adolphe-Charles Adam est un compositeur français né le 24 juillet 1803 à Paris, et mort dans la même ville le 3 mai 1856.

## Biographie
Adolphe Adam est né en 1803 dans l'ancien 3e arrondissement de Paris,.
Son père, Jean-Louis Adam était un pianiste et compositeur alsacien, professeur de piano au Conservatoire de musique à Paris, sa mère, Élisabeth-Charlotte-Jeanne (dite Élisa) Coste, la fille d'un médecin. Mauvais élève, Adam désertait les cours avec un cancre de la même envergure, Eugène Sue. Après avoir commencé à étudier la musique en cachette de son père, il entra à l'École royale de musique et de déclamation en 1817, fut élève de François-Adrien Boieldieu mais n'hésita pas à user de subterfuges pour se faire connaître : il travaillait le soir à l'orchestre du Gymnase, allant jusqu'à reverser ses cachets à ceux qui acceptaient de se faire remplacer et écrivait des chansons et musiques de circonstance pour autrui. Malgré ces facéties, il acquit assez de métier pour devenir lauréat du second prix de Rome en 1825.
Adolphe Adam choisit la carrière qui conduisait alors le plus sûrement à la renommée et à la fortune : celle de compositeur lyrique. Son maître, Boieldieu, l'orienta vers l'opéra-comique, genre alors en pleine mutation. En 1834, il connut son premier succès important, avec son opéra-comique Le Chalet, considéré depuis comme le point de départ de l'opérette à la française, et qui influença Offenbach à ses débuts. En 1836, l'opéra-comique Le Postillon de Lonjumeau obtint un succès phénoménal qui gagna l'Europe, même si l'ouvrage se joue de moins en moins aujourd'hui. Peu à peu, la renommée d'Adam s'accrut. Les critiques élogieuses du Brasseur de Preston parvinrent aux oreilles du tsar Nicolas Ier et Adam gagna Saint-Pétersbourg en 1839, où il fut accueilli par son propre ballet La Fille du Danube. Il composa alors un nouveau ballet, L'Écumeur des mers (Morskoï Rasbonick). Considéré comme le digne successeur de Boieldieu, qui fut maître de chapelle à Saint-Pétersbourg, il se vit proposer la même fonction, mais la déclina.
Il composa une Marche funèbre pour le retour des cendres de l'empereur Napoléon Ier et leur inhumation aux Invalides le 15 décembre 1840. 1841 vit la naissance du succès le plus durable d'Adolphe Adam, son ballet Giselle, ou les Wilis, sur un livret de Théophile Gautier, inspiré d'un poème extrait de De l'Allemagne de Heinrich Heine.
En 1844, il fut nommé membre de l'Académie des beaux-arts en composition musicale. En 1845, il obtint à nouveau un grand succès avec son ballet Le Diable à quatre. 

### Critique musical
En 1847, à la suite d'une dispute avec la direction de l'Opéra-Comique, il fut l'instigateur de la création du Théâtre-National, installé dans la salle du Cirque-Olympique ; ce théâtre avait pour premier but, fort louable, d'accueillir les jeunes compositeurs ne parvenant pas à faire jouer leurs ouvrages ailleurs. Le premier à en bénéficier fut Louis-Aimé Maillart, dont l'opéra Gastibelza ouvrit le premier rideau de cette nouvelle scène lyrique (seul son opéra-comique Les Dragons de Villars est aujourd'hui connu). 
Mais la révolution ruina cette tentative : le Théâtre-National fut fermé en 1848 et, afin d'apurer les dettes, Adam dut trouver d'autres sources de revenus et se mit à écrire des articles.

### Derniers succès
L'année suivante, il succéda à son père comme professeur de piano au Conservatoire de musique et de déclamation. Les trois derniers succès notoires d'Adolphe Adam furent les opéras-comiques Le Toréador en 1849 (l'air de bravoure Ah ! Vous dirai-je, Maman ? est toujours en vogue auprès des sopranos coloratures) et Si j'étais roi en 1852 et le ballet Le Corsaire en 1856. Bien qu'Adam ne fût plus endetté à partir de 1853, il continua d'écrire ses articles jusqu'à sa mort, survenue quelques jours après la création aux Bouffes-Parisiens de son opérette, Les Pantins de Violette.
Adolphe Adam épousa en 1829 l'actrice Sara Lescot, avec laquelle il eut un fils, Adrien-Léopold Adam (1832-1851). À la mort de sa femme en 1851, il épousa Chérie-Louise Couraud, auprès de laquelle il vécut jusqu'à sa mort.
À Paris, une rue est baptisée Rue Adolphe-Adam en 1864. Elle a été ouverte lors des travaux commencés en 1854 pour l'aménagement de la place du Châtelet et de ses abords. Elle se situe dans le IVe arrondissement, juste derrière le Théâtre de la Ville (ex-théâtre Sarah-Bernhardt), commençant au 14 quai de Gesvres, finissant au 13 avenue Victoria.

À Longjumeau, le théâtre municipal est baptisé "Théâtre Adolphe Adam". De plus, un ensemble statuaire est érigé place de la Mairie : il comporte un buste du compositeur surplombant la liste de ses principaux ouvrages et une statue symbolique du fameux Postillon.

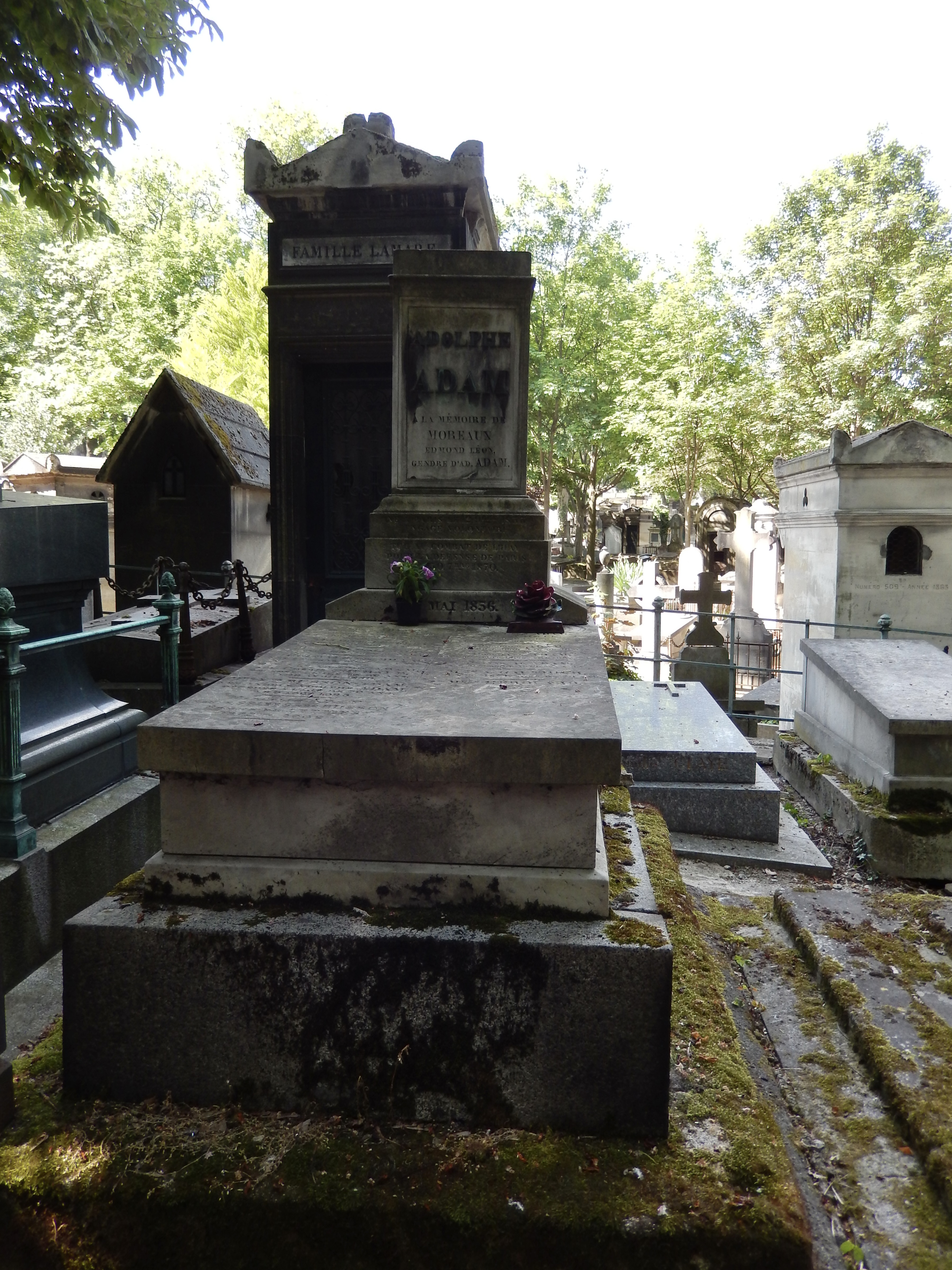
Tombeau d'Adolphe Adam (cimetière de Montmartre, division 5)

## Ses œuvres

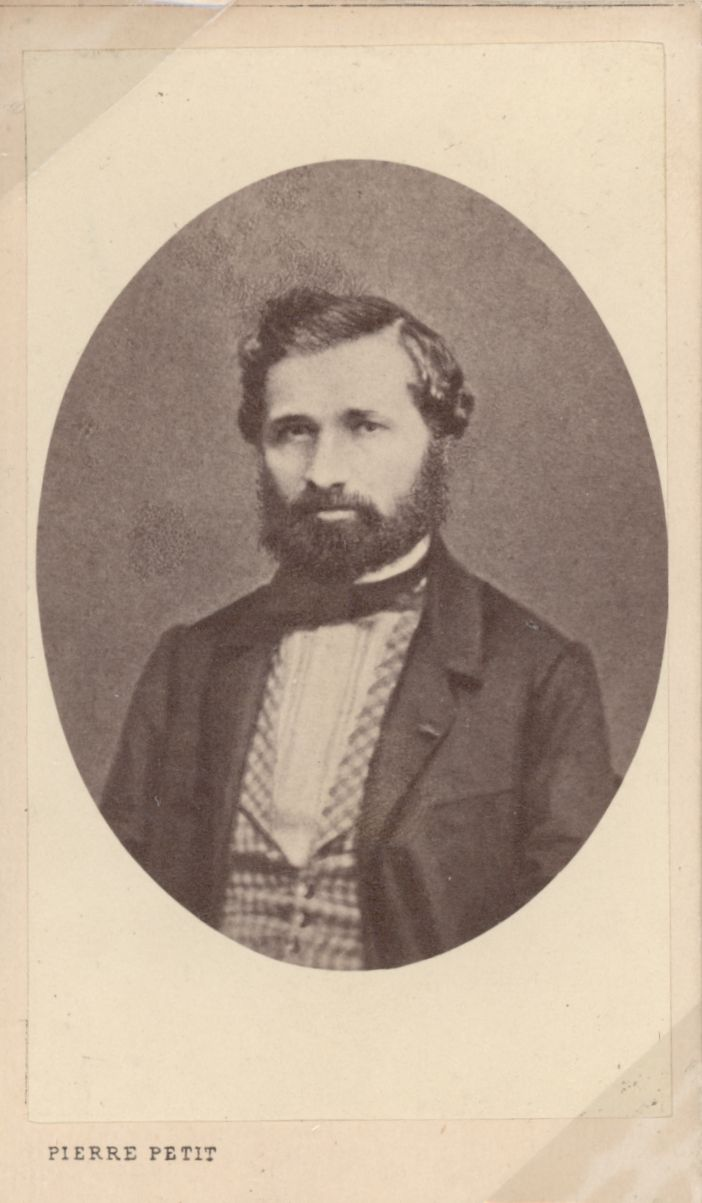
Adolphe Adam vers 1855.

La majorité des œuvres d'Adam n'eurent qu'un succès éphémère, notamment ses nombreuses chansons, pièces pour piano, cantates scéniques et autres œuvres vocales profanes et sacrées. Il réalisa également des arrangements et orchestrations d'œuvres d'autres compositeurs (Grétry, Monsigny, Dalayrac), parfois à la demande de Louis-Philippe lui-même. Si le Cantique de Noël, sur des paroles de Placide Cappeau, demeure célèbre aujourd'hui sous le titre de « Minuit, Chrétiens », Adam, peu attaché à la religion, ne semble pas y avoir accordé une grande importance, car il n'en dit pas un mot dans ses deux volumes de souvenirs.
Adam doit avant tout sa notoriété à ses compositions lyriques, dont quarante-six opéras ou opéras-comiques, quatorze ballets et de nombreuses opérettes et vaudevilles. Pour l'Opéra de Paris, il composa Richard en Palestine, La Bouquetière et Le Fanal, qui ne remportèrent pas un grand succès. Ses opéras les plus célèbres sont Le Roi d'Yvetot, Giralda ou la Nouvelle Psyché, Si j'étais roi, Le Chalet (son œuvre la plus populaire en France et à propos de laquelle Boieldieu écrivit « Je voudrais que cette musique fût de moi ») et Le Postillon de Lonjumeau. Cette dernière œuvre, pratiquement plus jouée en France, mais qui conserve un indéniable engouement en Allemagne sous le titre Der Postillon von Lonjumeau, fut souvent copiée mais pas toujours avec bonheur : en Italie, Il Postiglione di Lonjumeau de Pietro Antonio Coppola fut un four et dut être retiré dès le troisième soir ; à Madrid, la zarzuela de Cristobal Oudrid, El Postillon de la Rioja, n'obtint qu'un succès d'estime.
Parmi ses quatorze ballets, (en réalité 13 + 1, puisque "Les Hamadryades", de 1840, est un opéra-ballet), La Fille du Danube (1836) eut son heure de gloire ; néanmoins, les plus connus sont Le Diable à quatre, La Jolie Fille de Gand, La Filleule des fées, Le Corsaire et surtout Giselle, ou les Wilis (1841), qui met en scène les amours malheureuses de la jeune paysanne Giselle et du duc Albrecht. Musicalement, Giselle introduit le principe, encore timide mais bien réel, du leitmotiv. C'est le premier ballet à établir et maintenir une ambiance, une atmosphère, dégageant la partition de son rôle unique jusqu'alors de « fournisseuse de rythmes fonctionnels », comme l'était La Sylphide de Jean Schneitzhoeffer, et comme le seraient plus tard Don Quichotte puis La Bayadère de Léon Minkus, La Fille du Pharaon et le Pas de quatre de Cesare Pugni...
Par leurs qualités, les ballets d'Adam amorcent le renouveau de la musique de ballet où brilleront plus tard Léo Delibes, Édouard Lalo, André Messager et tant d'autres. Tchaïkovski lui-même relisait toujours la partition de Giselle avant d'écrire un nouveau ballet et disait de cette œuvre : « C'est un bijou, poétique, musical et chorégraphique ». Camille Saint-Saëns, quant à lui, déclarait au sujet de Giselle : « Qu'a donc fait Adam dans Giselle ? Non seulement il a fait la musique la plus symphonique qu'il a pu, mais il a donné dans ce qu'on est convenu d'appeler la musique savante, n'ayant pas hésité à faire danser les Wilis sur une fugue ! Il a su écrire aussi dans Giselle de vrais airs de danse ». Plus loin, dans le même ouvrage : « C'est dans ses ballets, où n'ayant pas de modèles, n'étant pas préoccupé d'imiter Auber ou Rossini, qu'Adam a été créateur et a donné toute sa mesure. Il est vraiment étrange que ce mélodiste de profession n'ait complètement réussi que dans la “symphonie” ; car le ballet, c'est la symphonie qui s'amuse, mais c'est toujours la symphonie, et les ballets d'Adam sont des chefs-d'œuvre. [...] Y avait-il donc, dans cet ennemi de la musique sérieuse et de la symphonie, un symphoniste qui s'ignorait ? Le plus célèbre de ses ballets, Giselle, est un pur chef-d'œuvre. Je l'ai vu, dans ma première jeunesse, alors qu'on l'exécutait avec foi, “avec conviction”. L'effet en était surprenant ; les larmes montaient aux yeux quand Giselle, à la fin, disparaissait peu à peu dans les herbes, sous les yeux de son amant. (...) L'instrumentation en est originale, colorée, merveilleuse. »
En revanche, Richard Wagner, jeune critique alors inconnu, se borna lors de la création de Giselle à railler la frivolité des Français si amateurs de ballet … Dans l'article qu'il écrivit[réf. nécessaire] pour le Dresdner Abendzeitung, il qualifia la musique d'Adam de « brave » : « Quelles occasions de mettre en valeur les pirouettes les plus ineffables, les entrechats les plus surnaturels, n'offre pas ce lugubre plaisir des Wilis ? »

## Principales œuvres

### Opéras-comiques
- Le Mal du pays ou la Bâtelière de Brientz, livret de Scribe, Mélesville et Duveyrier, Gymnase-Dramatique, 28 décembre 1827.
- Le Jeune Propriétaire et le Vieux Fermier, livret de Dartois, Nouveautés, 6 février 1829.
- Pierre et Catherine, livret de Saint-Georges, Opéra-Comique, 6 février 1829.
- Danilowa, livret de Vial et Duport, Opéra-Comique, 23 avril 1830.
- Les Trois Catherine, avec Casimir Gide, Nouveautés, 26 juillet 1830.
- Trois jours en une heure avec Henri Romagnesi, livret de Gabriel et Masson, Opéra-Comique, 21 août 1830.
- Joséphine ou le Retour de Wagram, livret de Gabriel et Delaboullaye, Opéra-Comique, 2 décembre 1830.
- Le Morceau d'ensemble, livret de Carmouche et de Courcy, Opéra-Comique, 7 mars 1831.
- Le Grand Prix ou le Voyage à frais communs, livret de Gabriel et Masson, Opéra-Comique, 9 juillet 1831.
- Casimir ou le Premier Tête-à-tête, livret de Desnoyers, Nouveautés, 1er décembre 1831.
- His First Campaign (« Sa première campagne »), Covent Garden (Londres), 1er octobre 1832.
- The Dark Diamond (« Le Diamant noir »), Covent Garden (Londres), 5 novembre 1832.
- Le Proscrit ou le Tribunal, livret de Carmouche et Saintine, Opéra-Comique, 18 septembre 1832.
- Une bonne fortune, livret de Féréol et Édouard, Opéra-Comique, 28 janvier 1834.
- Le Chalet[8], livret de Scribe et Mélesville, Opéra-Comique, 25 septembre 1834.
- La Marquise, livret de Saint-Georges et Leuven, Opéra-Comique, 28 février 1835.
- Micheline ou l'Heure de l'esprit, livret de Saint-Hilaire, Masson et Villeneuve, Opéra-Comique, 29 juillet 1835.
- Le Postillon de Lonjumeau[9], livret de Leuven et Brunswick, Opéra-Comique, 13 octobre 1836.
- Le Fidèle Berger, livret de Scribe et Saint-Georges, Opéra-Comique, 6 janvier 1838.
- Le Brasseur de Preston[10], livret de Leuven et Brunswick, Opéra-Comique, 31 octobre 1838.
- Régine ou les Deux Nuits, livret de Scribe, Opéra-Comique, 17 janvier 1839.
- La Reine d'un jour, livret de Scribe et Saint-Georges, Opéra-Comique, 19 septembre 1839.
- Les Hamadryades, opéra-ballet, livret de Colombey et Berlin, 28 avril 1840.
- La Rose de Péronne, livret de Leuven et d'Ennery, Opéra-Comique, 12 décembre 1840.
- La Main de fer ou Un mariage secret, livret de Scribe et Leuven, Opéra-Comique, 26 octobre 1841.
- Le Roi d'Yvetôt, livret de Leuven et Brunswick, Opéra-Comique, 13 octobre 1842.
- Lambert Simnel, livret de Scribe et Mélesville, Opéra-Comique, 14 septembre 1843.
- Cagliostro, livret de Scribe et Mélesville, Opéra-Comique, 10 février 1844.
- Richard en Palestine, livret de Foucher, Opéra de Paris, 7 octobre 1844.
- La Bouquetière, livret de Lucas, Opéra de Paris, 31 mai 1847.
- Les Premiers Pas ou les Deux Génies ou les Mémoires de la blanchisseuse (1847)
- Le Toréador ou l'Accord parfait, livret de Sauvage, Opéra-Comique, 18 mai 1849.
- Le Fanal, livret de Saint-Georges, Opéra de Paris, 24 décembre 1849.
- Giralda ou la Nouvelle Psyché, livret de Scribe, Opéra-Comique, 20 juillet 1850.
- La Poupée de Nuremberg, livret de Leuven et Beauplan, Opéra-National, 21 février 1852.
- Le Farfadet, livret de Planard, Opéra-Comique, 19 mars 1852.
- Si j'étais roi, livret de Brésil et d'Ennery, Théâtre-Lyrique, 4 septembre 1852.
- Le Sourd ou l'Auberge pleine[11], livret de Leuven et Langlé, Opéra-Comique, 2 février 1853.
- Le Roi des halles, livret de Leuven et Brunswick, Théâtre-Lyrique, 11 avril 1853.
- Le Bijou perdu[12], livret de Leuven et Pittaud de Forges, Théâtre-Lyrique, 6 octobre 1853.
- Le Muletier de Tolède, livret de Clairville et d'Ennery, Théâtre-Lyrique, 16 décembre 1854.
- À Clichy, épisode de la vie d'un artiste, livret de Grangé et d'Ennery, Théâtre-Lyrique, 24 décembre 1854.
- Le Houzard de Berchini, livret de Rozier, Opéra-Comique, 17 octobre 1855.
- Falstaff, livret de Leuven et Saint-Georges, Théâtre-Lyrique, 18 janvier 1856.
- Mam'zelle Geneviève, livret de Beauplan et Brunswick, Théâtre-Lyrique, 24 mars 1856.
- Les Pantins de Violette, livret de Battu et Halévy, Bouffes-Parisiens, 29 avril 1856

### Ballets
- La Chatte blanche en collaboration avec Casimir Gide, Nouveautés, 26 juillet 1830.
- Faust, livret de Deshayes, King's Theatre (Londres), 16 février 1833.
- La Fille du Danube, livret de Taglioni et Desmares, Opéra de Paris, 21 septembre 1836.
- Les Mohicans, livret de Guerra, Opéra de Paris, 5 juillet 1837.
- L'Écumeur des mers ou Morskoï Rasbonick, Saint-Pétersbourg, 21 février 1840.
- Giselle, ou les Wilis, livret de Gautier, Saint-Georges et Coralli, Opéra de Paris, 28 juin 1841.
- La Jolie Fille de Gand, livret de Saint-Georges et Albert, Opéra de Paris, 22 juin 1842.
- Le Diable à quatre, livret de Leuven et Mazilier, Opéra de Paris, 11 août 1845.
- The Marble Maiden (« La Fille de marbre »), livret de Saint-Georges et Albert, Drury Lane (Londres), 27 septembre 1845.
- Griseldis ou les Cinq Sens, livret de Dumanoir et Mazilier, Opéra de Paris, 16 février 1848.
- La Filleule des fées avec Saint-Jullien, livret de Saint-Georges et Perrot, Opéra de Paris, 8 octobre 1849.
- Orfa, livret de Trianon et Mazilier, Opéra de Paris, 29 décembre 1852.
- Le Corsaire, livret de Saint-Georges et Mazilier, Opéra de Paris, 23 janvier 1856.

### Publications
- Adolphe Adam, Souvenirs d'un musicien, Michel Lévy Frères, Paris, 1857 ([lire en ligne] lire en ligne sur Gallica)
- Adolphe Adam, Derniers souvenirs d'un musicien, Michel Lévy Frères, Paris, 1859 ([lire en ligne] lire en ligne sur Gallica)
- Adolphe Adam, Lettres sur la musique française (1836-1850), réunies et annotées par Joël-Marie Fauquet, Minkoff, Genève, 1996  (ISBN 9782826604747)
- Adolphe Adam, Le clavecin de Marie-Antoinette et autres nouvelles, réunies par Jean-Philippe Biojout, Bleu Nuit, Paris, 2022
- Adolphe Adam, biographie par Jean-Philippe Biojout, Bleu Nuit, Collection Horizons, Paris : parution annoncée pour 2024. Au 31 janvier 2025, un report est annoncé pour 2027...

## Discographie

### Ballets

#### Intégrales
- Le Corsaire, English Chamber Orchestra, dir. Richard Bonynge - Decca, 1992 (2 CD)Intégrale avec ajouts de Léo Delibes mais sans le pas de deux supplémentaire de Riccardo Drigo.
- Le Diable à quatre, Orchestre symphonique de Londres, dir. Richard Bonynge - Decca, 1965 (1 CD)
- La Filleule des fées, Orchestre symphonique de Queensland, dir. Andrew Mogrelia - Marco Polo, 1996 et réédition Naxos, 2021 (2 CD)
- Giselle :
  - London Festival Ballet Orchestra, dir. Terence Kern - EMI 1972 (2 CD)Comprend aussi le pas-de-deux supplémentaire du Corsaire, composé à la demande du chorégraphe Marius Petipa par le chef d'orchestre Riccardo Drigo, et la scène du Royaume des ombres, extraite de La Bayadère de Léon Minkus, par l'Orchestre Symphonique de Sydney, dir. John Lanchbery.
  - Orchestre du Bolchoï de Moscou, dir. Alghis Jouraïtis - Empire Musicwerks, 1975 (2CD)Orchestration de Boris Assafiev, avec ajout de quelques pages de Léon Minkus tels une valse et un grand pas de deux.
  - Orchestre symphonique de Londres, dir. Anatole Fistoulari - Mercury, 1959 (+ Offenbach/Rosenthal : Gaîté parisienne et Strauss : Le Bal des cadets, dir. Antal Dorati) - 2CD
  - Orchestre national de l'Opéra de Monte-Carlo, dir. Richard Bonynge - Decca, 1967 (2 CD)
  - Orchestre du Royal Opera House Covent Garden, dir. Richard Bonynge - Decca, 1986 (2 CD)
  - Orchestre symphonique de la radio slovaque, dir. Andrew Mogrelia - Naxos, 1994 (2 CD)
  - Alexandre Kopylov (dir.) - Melodya, 1997 (édition CD 2010) (1 CD) Présentée comme « intégrale », cette version comporte de nombreuses coupures.
- La Jolie Fille de Gand, Orchestre symphonique du Queensland, dir. Andrew Mogrelia - Marco Polo, 1996 et réédition Naxos, 2022 (2 CD)
- Orfa, Orchestre Philharmonique de Sofia, dir. Dario Salvi, avec Kalina Hristova (violon solo) et Vesela Trichkova (harpe solo) - Naxos, 2022 (1 CD)
- Griseldis ou Les Cinq Sens, Orchestre Philharmonique de Sofia, dir.Dario Salvi, avec Marija Jelic (soprano), Vesela Tritchkova (harpe), Stefan Stefanov Vrachev (harmonium), le Choeur Philharmonique de Sofia (chef des choeurs : Tsvetan Krumov) - Naxos, 2024 (2 CD)

### Sélections
- Le Corsaire, Orchestre philharmonique de Nice, dir. Klaus Weise - Accord, 1995 (1 CD) (+ ext. Glazounov, Raymonda et Minkus, Don Quichotte)
- Le Corsaire, pas-de-deux supplémentaire composé par Riccardo Drigo à la demande du chorégraphe Marius Petipa, Orchestre symphonique de Londres, dir. Richard Bonynge - Decca, 1964 (coffret 10 CD Fête du Ballet)
- Giselle :
  - Orchestre de la Société des Concerts du Conservatoire, dir. Albert Wolff - RCA LSC 2301 / Decca ECS 677, enregistré en 1957 salle de la Mutualité à Paris.
  - Orchestre du Conservatoire de Paris, dir. Jean Martinon - Decca, 1958 - Orchestration d'Henri Büsser, longtemps en vogue à l'Opéra de Paris dans les années 1950.
  - Orchestre philharmonique de Vienne, dir. Herbert von Karajan - Decca, 1961
  - Philharmonia Orchestra, dir. Robert Irving - Royal Classics (EMI), 1962 (+ Chopin, Les Sylphides)
  - Orchestre des Concerts de Paris, dir. Gianfranco Rivoli - Guilde internationale du disque, 1965 (+ Massenet, Le Cid)
  - Orchestre du Royal Opera House, dir. Mark Ermler  - Conifer, 1993 (1 CD)
  - Academy of St Martin in the Fields, dir. Sir Neville Marriner - Capriccio, 1994 (1 CD)
  - Orchestre symphonique de Londres, dir. Michael Tilson Thomas - Sony, 1996 (1 CD)
  - Pas de deux de l'acte II dans Insolite : L'Opéra en duo, Emmanuel Ceysson (harpe), Laurent Verney (alto) - XXI-21 Productions, 2009 (+ Delibes, Tchaïkovski, Wagner…)

### Opéras-comiques

#### Intégrales
- Le Chalet avec Nadine Sautereau, Paul Gianotti, Giovanetti, orchestre non précisé, dir. Jules Gressier - Malibran, 1954 (1 CD) - couplé avec plusieurs extraits du Chalet par divers interprètes
- Le Chalet avec Jodie Devos, Sébastien Droy, Ugo Rabec, Chœur et Orchestre de l'Opéra de Toulon, dir. Guillaume Tourniaire - Timpani, 2017 (1 CD)
- Le Farfadet avec Janine Capdérou, Lina Dachary, Joseph Peyron, Bernard Plantey, Bernard Demigny, dir. Robert Benedetti - Gaîté-Lyrique, 1970 (1 CD) - couplé avec Le Chalet (ext.)
- Le Postillon de Lonjumeau :
  - John Aler, François Le Roux, Jean-Philippe Lafont, June Anderson, Orchestre Philharmonique de Monte-Carlo, dir. Thomas Fulton - EMI, 1985 (2 CD)
  - Pamela Coburn, Peter Lika, Jurgen Linn, Florian Prey, Robert Swensen, SWR Radio Orchestra Kaiserslaute, dir. Klaus Arp - Capriccio Records, 1992 (en allemand)
  - VIDEO : Michael Spyres, Franck Leguérinel, Laurent Kubla, Florie Valiquette, Chœur Accentus, Orchestre de l'Opéra de Rouen Normandie, dir. Sébastien Rouland, mise en scène de Michel Fau - Naxos 2019, DVD et Blu-Ray
- La Poupée de Nuremberg avec Walter Berry, Friedrich Berger, Franz Fuschs, Elizabeth Roon, dir. Kurt Tenner - Walhall Eternity Series, 1951 (1 CD / en allemand)
- Si j'étais roi avec Olga Moll, Franz Fehringer, Kurt Gester, Orchestre des Hessischen Rundfunks Frankfurt, dir. Wolfgang Sawallisch - Line Music, 1953 (2 CD / en allemand)
- Si j'étais roi avec Liliane Berton, André Mallabrera, René Bianco, Orchestre de la Société des Concerts du Conservatoire, dir. Richard Blareau - Accord, 1960 (2 CD)
- Le Toréador :
  - Mady Mesplé, Raymond Amade, Charles Clavensy, Orchestre lyrique de l'ORTF, dir. Eugène Bigot - Gaîté-Lyrique, 1963 (1 CD)
  - Sumi Jo, John Aler, Michel Trempont, Orchestre de l'Opéra national gallois, dir. Richard Bonynge - Decca, 1998 (1 CD)
  - Ghyslaine Raphanel, Matthieu Lécroart, Franck Cassard, Orchestre Albéric Magnard, dir. Jean-Luc Tingaud - Mandala, 2005 (1 CD)

#### Sélections
- Le Chalet (ext.) avec Denise Boursin, Joseph Peyron, Stanislas Staskiewicz, dir. Albert Wolff - Gaité-Lyrique, 1965 (1 CD) - couplé avec Le Farfadet
- Danilowa (ouverture), dir. Guennadi Rojdestvenski, dans le coffret Brilliant (10 CD) consacré à ce chef d'orchestre.
- Der Postillon von Lonjumeau avec Nicolai Gedda, Ruth-Margret Pütz, Franz Crass, Franz Klarwein, dir. Fritz Lehan - EMI (en allemand)
- Giralda / La Poupée de Nuremberg (ouvertures), New Philharmonia Orchestra, dir. Richard Bonynge - Decca
- La Poupée de Nuremberg / Si j'étais roi (ouvertures), Orchestre radio-symphonique de Munich, Kurt Redel (dir.) - Pierre Vérany
- Si j'étais roi (ouverture), Orchestre symphonique de Detroit, dir. Paul Paray - Mercury
- Variations sur Ah ! vous dirai-je, maman, extraites du Toréador : voir récitals de Mado Robin, Mady Mesplé, Edita Gruberová, etc.
- Air de Toinon "Pour rester en cette demeure", extrait du Bijou perdu, Jodie Devos, Flemish Radio Choir, Brussels Philharmonic, Pierre Bleuse (dir.), Alpha Classics, 2022, + Auber, Halévy, Massé, Meyerbeer, Thomas
- Chanson du canari, extraite des Pantins de Violette, et grand air « De vos nobles aïeux », extrait de Si j'étais roi dans Carnaval, Sumi Jo, English Chamber Orchestra, Richard Bonynge (dir.), Decca, 1994

### Divers
- Marche funèbre pour les funérailles de l'empereur Napoléon Ier dans Napoléon-Bonaparte, Musique des Gardiens de la Paix, Désiré Dondeyne (dir.) - Accord, 1962
- Mariquita, mélodie par Joan Sutherland et Richard Bonynge (piano), Decca, 1978
- Minuit, Chrétiens dans Chants sacrés, Roberto Alagna, chœurs et orchestre du Capitole de Toulouse, Michel Plasson - EMI, 1996

### Iconographie
- Jean-Pierre Dantan (1800-1869), Portrait d'Adolphe Adam, plâtre, Paris, musée Carnavalet.